# Petite rivière Péribonka
Der Petite rivière Péribonka ist ein rechter Nebenfluss des Rivière Péribonka in der MRC Maria-Chapdelaine der kanadischen Provinz Québec.

## Flusslauf
Der Fluss entspringt etwa 70 km nördlich des Lac Saint-Jean im Zentrum der Labrador-Halbinsel. Von dort fließt der Petite rivière Péribonka in überwiegend südlicher Richtung durch die Landschaft des Kanadischen Schildes. Er mündet in den Rivière Péribonka unmittelbar vor dessen Mündung in den Lac Saint-Jean. Etwa 20 km oberhalb der Mündung befindet sich die municipalité de village Sainte-Jeanne-d’Arc am Flussufer. Dort befindet sich ein Wehr (⊙) am Fluss. Unterhalb dem Wehr mündet der Rivière Noire rechtsseitig in den Fluss. Der Petite rivière Péribonka hat eine Länge von 105 km. Er entwässert ein Areal von 1277 km². Der mittlere Abfluss beträgt 26 m³/s.

## Wasserkraftanlagen
17 km oberhalb der Mündung an der Chute Blanche wurde 1998 ein Laufwasserkraftwerk (⊙) mit einer Leistung von 1,2 MW in Betrieb genommen.